# Inkagullssläktet
Inkagullssläktet  (Cantua) är ett släkte i familjen blågullsväxter med ungefär 10 arter. De förekommer i Sydamerika. En art, inkagull (C. buxifolia), odlas som rumsväxt i Sverige.